# James Blair Steedman
Pour les articles homonymes, voir James Blair, Blair et Steedman.
James Blair Steedman (né le 29 juillet 1817 dans le comté du Northumberland, État de Pennsylvanie, et décédé le 18 octobre 1883 à Toledo, État de l'Ohio) est un Major général de l'Union. Il est enterré à  Toledo, État de l'Ohio.

## Avant la guerre
James Blair Steedman est orphelin à l'âge de 15 ans. Il travaille alors dans l'édition. Lors de la révolution texane, il rejoint l'armée de la république du Texas et participe aux combats. Il déménage dans l'État de l'Ohio et devient éditeur du Northwest Democrat. Il investit dans la construction d'un canal et de ligne de chemin de fer.
Il est élu deux fois à l'assemblée générale de l'Ohio. Il devient brièvement prospecteur d'or en Californie avant de revenir en Ohio. Il est admis au barreau de l'État.
Avant le conflit, il est éditeur du North Western Democrat et du Toledo Times. Il est brigadier général de la milice de l'État de l'Ohio en 1857. Il est délégué lors de l'assemblée démocrate de 1860 où il défend Stephen Douglas. Il est battu lors de l'élection à la chambre des représentants en 1860.

## Guerre de Sécession
James Blair Steedman est nommé colonel du 14th Ohio infantry le 27 avril 1861. Il participe à la bataille de Philippi. Il quitte brièvement le service actif des volontaires le 13 août 1861 pour reprendre ses fonctions de colonel du même régiment le 1er septembre 1861. Il prend part à la bataille de Mill Springs et au siège de Corinth.
Il est nommé brigadier général des volontaires le 17 juillet 1862. Il commande sa brigade à la bataille de Perryville ainsi qu'à la bataille de Stones River. Il participe à la campagne de Tullahoma où il commande la 1st division du corps de réserve. Il participe à la bataille de Chickamauga. Il joue un rôle primordial lors de cette bataille puisqu'il arrive juste à temps pour éviter la déroute des troupes du général Thomas. Pendant un instant, il porte les couleurs régimentaires et demande alors à un officier de s'assurer de la bonne orthographe de son nom dans les journaux pour sa chronique mortuaire. Alors qu'il progresse, il crie aux soldats qui commencent à partir en déroute : « Retournez-vous, les gars,  retournez-vous ; le drapeau ne peut pas être sans vous ! ». Les soldats crièrent, se retournèrent et le suivirent. À sa grande surprise, il survit au combat. Ses troupes vont alors le surnommer Old Chickamauga après l'avoir surnommé Old Steady.

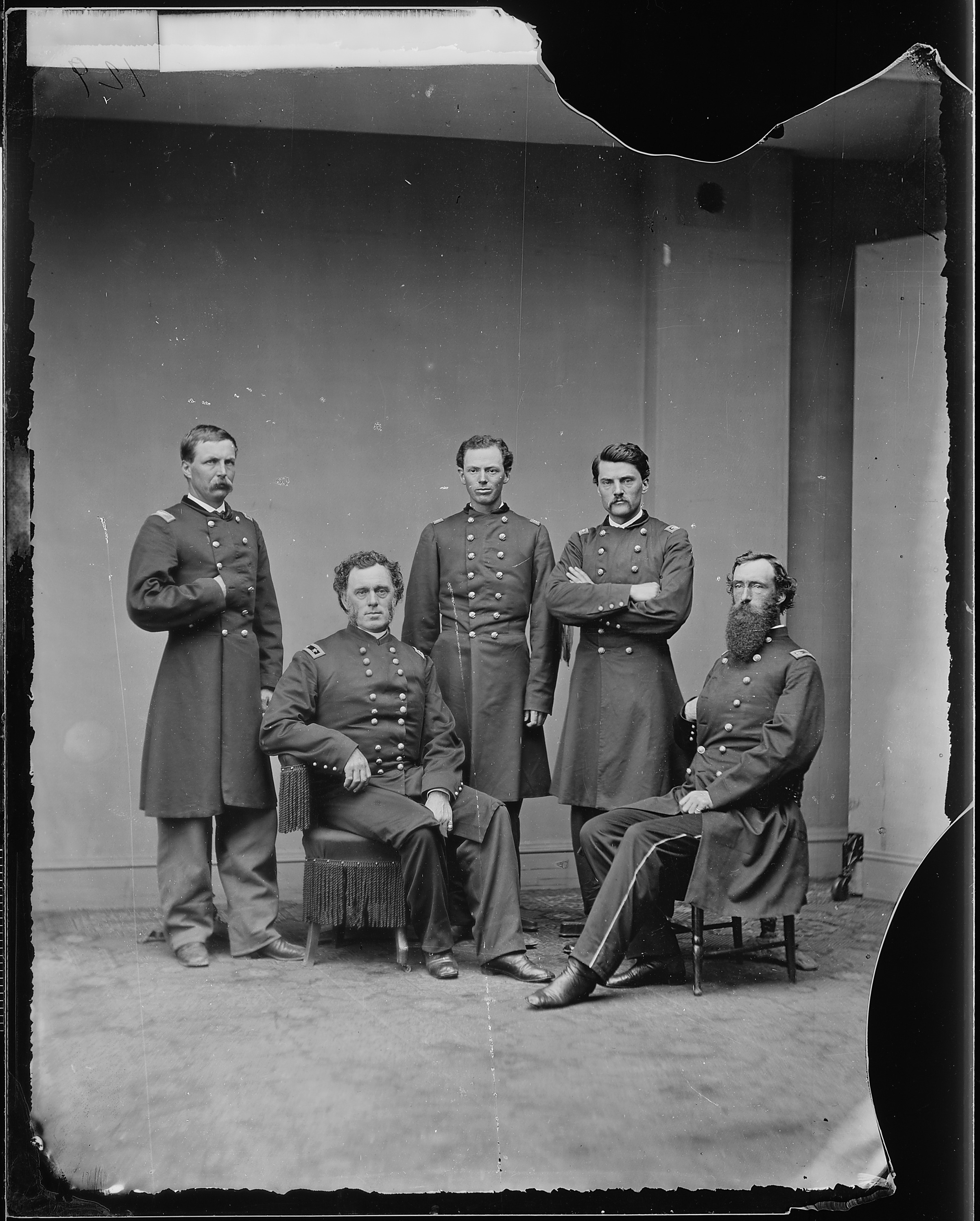
Le général Steedman et son état-major.

Il est promu major général des volontaires le 20 avril 1864. Il participe à la campagne d'Atlanta et à la bataille de Nashville. Il est le commandant militaire de l'État de Géorgie.

## Après la guerre
James Blair Steedman quitte le service actif des volontaires le 18 août 1866. Il est nommé percepteur du revenu interne du district de la Nouvelle Orléans. Il quitte ses fonctions en 1869.
De retour en Ohio, il est nommé Chief Justice des États-Unis et sert comme chef de la police de Toledo. Il est élu sénateur de l'Ohio en 1870.